# カツウラニセツノヒラムシ
カツウラニセツノヒラムシ（Pseudoceros guttatomarginatus）は、ニセツノヒラムシの一種。
2020年、新称がついた個体である。

## 特徴
白色の体に紫色をした点が縁を囲んでならんでいる。

## 新種発見
千葉県勝浦市内のレジャーのための幾つかのダイビングスポットの中の水深５m前後の浅い岩礁域でこの種が１０年前から目撃されており、撮影されていた。2020年7月には、アメリカの北太平洋測量艦隊の生物調査により、沖縄県で採集されたPseudoceros guttatomarginatusであることがわかった。 
本種の標本は、1871年に起こったシカゴ大火の影響で長い間得られなかった。琉球列島と同じ黒潮圏内である南房総で採集された個体は本種の初標本となる。本種には標準和名が見られないため、本研究で調査した標本の産地にちなみ、カツウラニセツノヒラムシという新称がついた。

## 参考
- ヒラムシの１種を「カツウラニセツノヒラムシ」と名付けました　Coastal Branch Natural History Museum and Institute, Chiba.